# Иван Михайлов Маджаров
Иван Михайлов Маджаров е български офицер, воювал през Междусъюзническата война.
Иван Маджаров е роден в семейството на Мария и Михаил Маджарови на 12 ноември 1887 в град Копривщица. По професия е юрист. Брат е на Георги Маджаров и Анна Каменова-Стайнова.
Като поручик от запаса е мобилизиран и изпратен на фронта, където пада убит в битката при Лахна на 21 юни 1913 г. Неговото име е издълбано сред имената на 53-ма копривщенци, загинали през 1912 – 1913 г., на войнишкия паметник в родния му град.